# Río Néra
El río Néra es un río de Nueva Caledonia. Tiene un área de influencia de 546 kilómetros cuadrados, formando uno de los sistemas de ríos más grande de la costa oeste. Desemboca en el lado oriental de la bahía Gouaro.